# Willi Drehmann
Willi Drehmann (* 1. Februar 1938) ist ein ehemaliger deutscher Fußballspieler, der in den Jahren 1956 bis 1962 in den Oberligen West und Süd, 44 Spiele mit acht Toren bestritten hat.

## Laufbahn
Mit 18 Jahren kam der Nachwuchsstürmer Willi Drehmann beim Duisburger SpV am 11. November 1956 beim 3:2-Heimsieg gegen Alemannia Aachen erstmals in der Oberliga West zum Einsatz. Er spielte im Sturm des westdeutschen Altmeisters neben Ernst Wechselberger, Walter Münnix, Rolf Benning und Hans Lohmann auf Linksaußen. Der DSV errang in dieser Runde die Vizemeisterschaft im Westen. In der Saison 1957/58 kam der Flügelstürmer auf zwölf Einsätze mit zwei Toren. Mit der Verbandsauswahl des Niederrheins gewann er mit 2:0 Toren den Länderpokal 1958 gegen den Titelverteidiger Niedersachsen. Gemeinsam mit Friedrich Giegeling versorgte er vom linken Flügel Mittelstürmer Klaus Matischak mit Flanken. Höhepunkte wurden aber die zwei Berufungen in die deutsche Fußballnationalmannschaft der Amateure im Mai des Weltmeisterschaftsjahres. Das Talent aus Duisburg stürmte am 4. und 7. Mai 1958 bei den Länderspielen gegen Frankreich und Curacao am linken Flügel des DFB-Teams. In der Saison 1958/59 gehörte er mit 20 Einsätzen und fünf Treffern der Stammbesetzung des Spielvereins an, der den neunten Rang in der Oberliga West belegte. Hans Krämer besetzte die rechte, Drehmann die linke Flanke des DSV und Herbert Kurwan kurbelte das Spiel aus dem Mittelfeld an.
Im Sommer 1959 wechselte er zu Rot-Weiss Essen und nahm am ersten Spieltag der Runde 1959/60 die Position von dem zum 1. FC Köln gewechselten Helmut Rahn bei der 1:2-Niederlage am 23. August 1959 bei Preußen Münster ein. Es folgten aber nur noch drei weitere Einsätze bei RWE und Drehmann versuchte es ab der Saison 1960/61 im Fußball-Süden. Aber auch im Team vom SSV Reutlingen 05, an der Seite von Ulrich Biesinger, Karl Bögelein und Hans-Georg Dulz konnte er nicht die Wende in seiner Oberliga-Laufbahn bewerkstelligen, er kam in Reutlingen nur zu drei Einsätzen und wechselte zur Runde 1961/62 in die Fugger-Stadt Augsburg zum dortigen BCA. Im Rosenaustadion hatte er einen guten Start. Am ersten Spieltag, dem 6. August 1961 besiegten die Augsburger die Gäste vom FC Bayern München mit 3:1 Toren. Drehmann stürmte auf Rechtsaußen und erzielte in der 55. Spielminute die 1:0-Führung, bevor Helmut Haller mit zwei Treffern endgültig den Heimsieg sicherstellen konnte. Aber auch in Augsburg konnte er keinen Stammplatz erkämpfen und beendete im Sommer 1962 mit lediglich vier Spielen und einem Tor seine Laufbahn in der Oberliga. Die Saison 1962/63 spielte er beim niederländischen Zweitligisten Vitesse Arnheim.